# The Cyrkle

The Cyrkle var en amerikansk popgrupp som bildades 1966 i Easton, Pennsylvania. De är mest kända för låtarna Red Rubber Ball (skriven av Paul Simon och Bruce Woodley) och Turn Down Day. Gruppen upplöstes 1967.

## Diskografi
- Red Rubber Ball (1966)
- Neon (1967)

## Singlar
- Red Rubber Ball 1966 (plats 2 på Billboardlistan)
- Turn-Down Day 1966 (plats 16)
- Please Don't Ever Leave Me 1966 (plats 59)
- I Wish You Could Be Here 1967 (plats 70)
- We Had A Good Thing Goin' 1967 (plats 72)
- Penny Arcade 1967 (plats 95)
- Turn Of The Century 1967 (plats 112)
- Reading Her Paper 1968
- Where Are You Going? 1968